# Cadavérine
La cadavérine, 1,5-diaminopentane ou encore pentaméthylènediamine est un composé organique de formule NH2(CH2)5NH2 appartenant à la famille des diamines. Structurellement proche de la putrescine, avec laquelle elle partage la toxicité et une odeur nauséabonde, elle est comme elle issue, sous l'action des enzymes protéolytiques bactériennes, de l'hydrolyse de certaines protéines lors de la putréfaction de plantes ou de cadavres d'animaux, d'où elle tire son nom.

## Histoire
La putrescine et la cadavérine furent décrites pour la première fois en 1885 par le médecin berlinois Ludwig Brieger (1849–1919).

## Biosynthèse
La cadavérine est le produit de la décarboxylation de la lysine par la lysine décarboxylase. Ce sont les micro-organismes saprophytes qui sont les principaux responsables de sa production.
Cependant, la cadavérine n'a pas strictement pour origine la putréfaction. Elle est aussi produite en petite quantité par les êtres vivants.
Histamine, tyramine, putrescine et cadavérine se retrouvent dans la plupart des fromages, proportionnellement à la durée de maturation et ces amines sont normalement « dégradées, au niveau du foie » ; on constate que les personnes qui ne les dégradant pas normalement sont sujettes à des troubles tels que des vertiges en cas de saturation (ingestion de fromage) voire d'effets secondaires graves à la prise d'antidépresseurs activant ou désactivant les récepteurs d'amines (en particulier ceux de la sérotonine).
La structure chimique des amines « peut être aliphatique (putrescine, cadavérine, agmatine, spermine, spermidine), aromatique (tyramine, 2-phényléthylamine) ou hétérocyclique (histamine, sérotonine, tryptamine) », de plus on en trouve trace dans des produits laitiers dont des yaourts.

## Signification clinique
Des niveaux élevés de cadavérine dans l'urine peuvent être un indice d'une déficience du métabolisme de la lysine chez le patient.[réf. souhaitée]

## Toxicité
La cadavérine est toxique à haute dose. Chez les rats sa toxicité aigüe orale est toutefois faible, plus de 2 000 mg·kg-1.